# Alessandra Sensini
Alessandra Sensini, född den 26 januari 1970 i Grosseto i Italien, är en italiensk seglare.
Hon tog OS-silver i RS:X i samband med de olympiska seglingstävlingarna 2008 i Qingdao i Kina.